# WXV 2 2023
WXV 2 2023 fu la seconda divisione del WXV 2023, 1ª edizione del torneo annuale di World Rugby per squadre nazionali femminili di rugby a 15.
Si tenne dal 13 ottobre 2023 al 28 ottobre 2023  in Sudafrica tra 6 squadre nazionali qualificate alla competizione tramite vari tornei continentali nel corso di quello stesso anno.
La vincitrice del torneo fu la Scozia, a punteggio pieno e imbattuta al pari dell'Italia, sulla quale tuttavia prevalse per una migliore differenza punti fatti/subiti (+55 contro +53).
Ultima classificata fu Samoa.
Il valore delle marcature, come stabilito da World Rugby nel 2017, è: 5 punti per ciascuna meta (7 se trasformata), 7 punti per la meta tecnica, 3 punti per la realizzazione di ciascun calcio piazzato, idem per il drop.

## Formato
Al torneo presero parte sei squadre qualificatesi tramite i trofei continentali tenutisi in quello stesso anno.
Le sei squadre furono ripartite in due gironi da tre ciascuna; ogni squadra di un girone giocò contro tutte quelle dell'altro, per un totale di tre incontri per squadra e nove totali; la classifica si compose secondo le regole del punteggio dell'Emisfero Sud (4 punti a vittoria, 2 a pareggio, nessuno alla sconfitta, 1 punto di bonus per la squadra che segni 4 mete e 1 punto in caso di sconfitta con meno di 8 punti di scarto), e la squadra prima classificata fu vincitrice del WXV 2; per i primi due anni furono bloccate le promozioni in WXV 1, mentre invece l'ultima classificata retrocedette in WXV 2 e fu rimpiazzata, per l'edizione successiva, dalla vincitrice del WXV 3.

## Squadre partecipanti
| Girone 1 | Girone 2    |
| -------- | ----------- |
| Italia   | Giappone    |
| Samoa    | Stati Uniti |
| Scozia   | Sudafrica   |

## Risultati

### 1ª giornata
| Arbitro: | Kat Roche |

|                                        |    |                                   |
| Rigoni 4’ Muzzo 30’, 46’ Granzotto 52’ | mt | 20’, 80+2’ M. Matsumura 55’ Nduka |
| Sillari 4’, 30’, 46’, 52’              | tr |                                   |

| Arbitro: | Natarsha Ganley |

|                                                         |      |                            |
| Gallagher 24’ Skeldon 34’, 43’ Bartlett 56’ Thomson 76’ | mt   | 28’ Hele 64’ Botes         |
| Nelson 34’ M. Smith 56’, 76’                            | tr   | 28’, 64’ Janse v. Rensburg |
|                                                         | c.p. | 9’ Janse v. Rensburg       |

| Arbitro: | Precious Pazani |

|                                                                        |    |                                              |
| Clapp 14’ Hingano 20’ Taufoou 42’ Feury 41’ Zackary 50’ R. Johnson 57’ | mt | 7’ Fiafia 32’, 73’ Wright-Akeli 66’ Filimaua |
| Cantorna 20’, 41’, 50’                                                 | tr | 7’, 32’ Siataga 66’ Milo                     |

### 2ª giornata
| Arbitro: | Clara Munarini |

|                             |    |                                                |
| Jacoby 39’ Stathopoulos 66’ | mt | 11’ McGhie 16’ Wassell 20’ R. Lloyd 61’ Rollie |
| Cantorna 39’ Feury 66’      | tr | 16’ H. Nelson 61’ M. Smith                     |

| Arbitro: | Aurélie Groizeleau |

|                                                                      |      |                            |
| V. Ostuni Minuzzi 4’ Muzzo 12’ Ranuccini 24’ Vecchini 51’ D’Incà 74’ | mt   | 9’ Latsha 58’ Dolf         |
| Capomaggi 4’, 12’, 51’, 74’                                          | tr   | 9’ Janse v. Rensburg       |
| Capomaggi 36’                                                        | c.p. | 28’, 48’ Janse v. Rensburg |

| Arbitro: | Holly Wood |

|                                              |      |             |
| I. Nagata 27’ Korai 47’ Hirotsu 65’ Ando 71’ | mt   | 25’ Aiono   |
| Otsuka 27’, 65’, 71’                         | tr   | 25’ Siataga |
| Otsuka 20’, 37’                              | c.p. | 9’ Siataga  |

### 3ª giornata
| Arbitro: | Kat Roche |

|                                                            |    |           |
| tecnica 40+3’ Orr 42’, 79’ Grant 55’ Skeldon 61’ Bonar 66’ | mt | 7’ Nagata |
| Nelson 42’, 61’ Smith 66’                                  | tr | 7’ Otsuka |

| Arbitro: | Clara Munarini |

|                                                     |    |               |
| Janse v. Rensburg 6’, 24’, 77’ Jacobs 12’ Dumke 39’ | mt | 72’ Pauaraisa |
| Janse v. Rensburg 6’, 24’, 39’, 77’                 | tr | 72’ Milo      |

| Arbitro: | Natarsha Ganley |

|              |      |                                                                |
| Brody 46’    | mt   | 28’ Duca 39’ Ostuni Minuzzi 44’ Stefan 52’ D’Incà 58’ Giordano |
|              | tr   | 28’ Sillari                                                    |
| Cantorna 14’ | c.p. | 63’ Sillari                                                    |

## Classifica
| Pos | Squadra     | G | V | N | P | PF | PS  | DP  | BMP | Pt |
| --- | ----------- | - | - | - | - | -- | --- | --- | --- | -- |
| 1   | Scozia      | 3 | 3 | 0 | 0 | 93 | 38  | +55 | 3   | 15 |
| 2   | Italia      | 3 | 3 | 0 | 0 | 94 | 41  | +53 | 3   | 15 |
| 3   | Sudafrica   | 3 | 1 | 0 | 2 | 68 | 74  | −6  | 1   | 5  |
| 4   | Giappone    | 3 | 1 | 0 | 2 | 54 | 76  | −22 | 1   | 5  |
| 5   | Stati Uniti | 3 | 1 | 0 | 2 | 58 | 80  | −22 | 1   | 5  |
| 6   | Samoa       | 3 | 0 | 0 | 3 | 43 | 101 | −58 | 1   | 1  |